# Teoria dell'inferenza corrispondente
La teoria dell'inferenza corrispondente (in inglese, correspondent inference theory) è una teoria psicologica proposta da Edward E. Jones e Keith E. Davis (1965) nell'ambito della psicologia sociale, all'interno della teoria dell'attribuzione sociale. Questo ambito della psicologia sociale ricerca i meccanismi attraverso i quali gli esseri umani attribuiscono cause interne o esterne per le azioni dei soggetti che li circondano. 
Lo scopo della teoria dell'inferenza corrispondente è appunto spiegare perché le persone fanno attribuzioni interne o esterne. La teoria descrive il meccanismo di attribuzione a partire dalle azioni di una persona. La tesi principale è che dall'azione viene fatto un processo di inferenza alla disposizione interna del soggetto che compie l'azione, in base a diversi elementi disponibili nell'ambiente circostante. La teoria si propone quindi di spiegare uno degli aspetti più importanti della percezione sociale, ossia come gli esseri umani usano le informazioni che li circondano per fare conclusioni riguardo alle persone che li circondano.  
Secondo Davis e Jones tendiamo ad attribuire i comportamenti alle intenzioni di una persona, soprattutto se:
- il comportamento è volontario
- il comportamento ha poche conseguenze alternative
- il comportamento è inaspettato

## Il procedimento e gli elementi dell'inferenza
Quando si osserva un attore compiere un'azione, ci si trova di fronte alla domanda: quali disposizioni interne (per esempio, caratteristiche del carattere, oppure convinzioni, pensieri) si possono dedurre da questa azioni riguardo all'attore? Ossia, se una persona passa con il rosso al semaforo a tutta velocità, posso dedurre perché lo ha fatto, per esempio perché era di fretta, o perché non vuole rispettare le regole. Il processo mentale è quindi simile al procedimento statistico dell'inferenza. Dall'azione si compie inferenza alla disposizione (carattere). 
Nella descrizione di Jones e Davis sono quindi tre i piani del procedimento:
1. La disposizione - le caratteristiche da inferire, per esempio gentilezza, aggressività ecc.;
2. L'inferenza - l'azione compiuta, la possibile intenzionalità dell'azione, la conoscenza da parte dell'attore delle conseguenze ed altri elementi che possono influenzare il processo d'inferenza;
3. L'effetto dell'azione - ciò che si può propriamente osservare, l'elemento dal quale parte il processo d'inferenza.

### Elementi che influenzano il processo d'inferenza
- Intenzionalità - se l'azione è compiuta intenzionalmente, aumenta la probabilità che l'attribuzione sia interna;
- Se gli effetti dell'azione sono comuni, diminuisce la probabilità che l'attribuzione sia interna;
- Se l'effetto è socialmente desiderabile, diminuisce la probabilità che l'attribuzione sia interna;
- Se l'effetto dell'azione è inaspettato o raro aumenta la probabilità che l'attribuzione sia interna.